# Pirmin Schwegler
Pirmin Schwegler (Ettiswil, 9 marzo 1987) è un dirigente sportivo ed ex calciatore svizzero, di ruolo centrocampista.

## Biografia
Ha anche un fratello minore Christian Schwegler, anch'egli ex calciatore.
In un'intervista rilasciata al settimanale "Cooperazione", rivela che all'età di 18 mesi fu affetto di leucemia e per questo motivo promuove regolarmente eventi per sensibilizzare la popolazione sulla donazione di cellule staminali del sangue.

## Statistiche

### Cronologia presenze e reti in Nazionale
| Cronologia completa delle presenze e delle reti in nazionale ― Svizzera | Cronologia completa delle presenze e delle reti in nazionale ― Svizzera | Cronologia completa delle presenze e delle reti in nazionale ― Svizzera | Cronologia completa delle presenze e delle reti in nazionale ― Svizzera | Cronologia completa delle presenze e delle reti in nazionale ― Svizzera | Cronologia completa delle presenze e delle reti in nazionale ― Svizzera | Cronologia completa delle presenze e delle reti in nazionale ― Svizzera | Cronologia completa delle presenze e delle reti in nazionale ― Svizzera |
| Data                                                                    | Città                                                                   | In casa                                                                 | Risultato                                                               | Ospiti                                                                  | Competizione                                                            | Reti                                                                    | Note                                                                    |
| ----------------------------------------------------------------------- | ----------------------------------------------------------------------- | ----------------------------------------------------------------------- | ----------------------------------------------------------------------- | ----------------------------------------------------------------------- | ----------------------------------------------------------------------- | ----------------------------------------------------------------------- | ----------------------------------------------------------------------- |
| 12-8-2009                                                               | Basilea                                                                 | Svizzera                                                                | 0 – 0                                                                   | Italia                                                                  | Amichevole                                                              | -                                                                       | 68’                                                                     |
| 14-11-2009                                                              | Ginevra                                                                 | Svizzera                                                                | 0 – 1                                                                   | Norvegia                                                                | Amichevole                                                              | -                                                                       |                                                                         |
| 3-3-2010                                                                | San Gallo                                                               | Svizzera                                                                | 1 – 3                                                                   | Uruguay                                                                 | Amichevole                                                              | -                                                                       | 46’                                                                     |
| 1-6-2010                                                                | Sion                                                                    | Svizzera                                                                | 0 – 1                                                                   | Costa Rica                                                              | Amichevole                                                              | -                                                                       | 61’                                                                     |
| 11-8-2010                                                               | Klagenfurt                                                              | Austria                                                                 | 0 – 1                                                                   | Svizzera                                                                | Amichevole                                                              | -                                                                       | 81’                                                                     |
| 3-9-2010                                                                | San Gallo                                                               | Svizzera                                                                | 0 – 0                                                                   | Australia                                                               | Amichevole                                                              | -                                                                       | 46’                                                                     |
| 7-9-2010                                                                | Basilea                                                                 | Svizzera                                                                | 1 – 3                                                                   | Inghilterra                                                             | Qual. Euro 2012                                                         | -                                                                       | 83’                                                                     |
| 8-10-2010                                                               | Podgorica                                                               | Montenegro                                                              | 1 – 0                                                                   | Svizzera                                                                | Qual. Euro 2012                                                         | -                                                                       |                                                                         |
| 12-10-2010                                                              | Basilea                                                                 | Svizzera                                                                | 4 – 1                                                                   | Galles                                                                  | Qual. Euro 2012                                                         | -                                                                       | 89’                                                                     |
| 17-11-2010                                                              | Ginevra                                                                 | Svizzera                                                                | 2 – 2                                                                   | Ucraina                                                                 | Amichevole                                                              | -                                                                       | 66’                                                                     |
| 9-2-2011                                                                | Ta' Qali                                                                | Malta                                                                   | 0 – 0                                                                   | Svizzera                                                                | Amichevole                                                              | -                                                                       | 41’                                                                     |
| 6-2-2013                                                                | Atene                                                                   | Grecia                                                                  | 0 – 0                                                                   | Svizzera                                                                | Amichevole                                                              | -                                                                       |                                                                         |
| 14-8-2013                                                               | Basilea                                                                 | Svizzera                                                                | 1 – 0                                                                   | Brasile                                                                 | Amichevole                                                              | -                                                                       | 75’ 90’                                                                 |
| 5-3-2014                                                                | San Gallo                                                               | Svizzera                                                                | 2 – 2                                                                   | Croazia                                                                 | Amichevole                                                              | -                                                                       | 46’                                                                     |
| Totale                                                                  |                                                                         | Presenze                                                                | 14                                                                      |                                                                         | Reti                                                                    | 0                                                                       |                                                                         |